# Premio Olimpia
Il Premio Olimpia è un riconoscimento annuale assegnato in Argentina dall'Associazione dei Giornalisti Sportivi argentini (Círculo de Periodistas Deportivos, CPD).
Un Olimpia de Plata (Olimpia d'Argento) è assegnato a ciascuno dei candidati in ognuna delle discipline sportive: tra i vincitori dell'Argento, un Olimpia de Oro (Olimpia d'Oro) viene assegnato al più importante personaggio sportivo dell'anno.
Al momento le discipline sono: atletica leggera, automobilismo, baseball, biliardo, bocce, calcio, canottaggio, cestoball, ciclismo, equitazione (compreso il polo), futsal, ginnastica, golf, hockey su pista, hockey su prato, ippica, judo, kayak (compreso il rafting), lotta, motociclismo, motonautica, nuoto, padel tennis, pallacanestro, pallamano, pallavolo, pato, pattinaggio (incluso lo skateboard), pelota, pugilato, rugby a 15, scacchi, scherma, softball, sollevamento pesi, squash, taekwondo, tennis, tennis tavolo, tiro (a segno, a volo, con l'arco) e vela (compreso il volo a vela, il windsurf e tutte le discipline simili).
Il vincitore della categoria calcio è ufficialmente considerato Calciatore argentino dell'anno, benché includa anche giocatori stranieri militanti nella Primera División argentina.
A partire dal 2008 è stata ufficialmente introdotta, per le categorie calcio e pallacanestro, la divisione del premio tra i militanti in patria e i militanti all'estero.

## Storia
Il primo Olimpia d'oro fu assegnato a Juan Manuel Fangio nel 1954 a Buenos Aires, mentre la prima donna a vincere il premio fu la tennista Norma Baylon nel 1962, che raggiunse l'ottava posizione nella classifica mondiale. Altre donne a vincere individualmente l'Olimpia de Oro furono la tennista Gabriela Sabatini (nel 1987 e nel 1988), le pattinatrici Nora Vega nel 1995 e Andrea González nel 1998, la giocatrice di hockey su prato Cecilia Rognoni nel 2002, la giocatrice di hockey su prato Luciana Aymar nel 2010, la judoka Paula Pareto nel 2015 e in ultimo la nuotatrice Delfina Pignatiello nel 2017. La Nazionale femminile di hockey su prato, conosciuta in Argentina come Le Leonesse, vinse il premio nel 2000, diventando l'unica squadra a cui è stato mai assegnato il premio.
Il pugile Santos Laciar è l'unico sportivo ad aver ricevuto 3 Olimpia d'Oro consecutivi: nel 1982, 1983 e 1984, conquistando e difendendo il titolo di campione del mondo dei pesi mosca. Il tennista Guillermo Vilas vinse 3 Olimpia d'Oro, anche se non consecutivi, nel 1974, 1975 e 1977. Le uniche persone ad aver vinto più premi consecutivamente sono state Gabriela Sabatini, il cestista Emanuel Ginóbili, che vinse il titolo singolarmente nel 2003 e lo condivise nel 2004 e il calciatore Lionel Messi nel 2021, 2022 e 2023. Altri 5 sportivi ricevettero 2 Olimpia de Oro anche se non consecutivi: il golfista Roberto De Vicenzo nel 1967 e 1970, il canoista Alberto Demiddi nel 1969 e 1971, Diego Maradona nel 1979 e 1986, Cecilia Rognoni e Luciana Aymar de Le Leonesse nel 2000 e singolarmente nel 2002 e 2010 e il tennista Juan Martín del Potro nel 2009 e 2016.
L'Olimpia de Oro è stato dato a più persone nel 2004 (quando Emanuel Ginóbili divise il premio con il calciatore Carlos Tévez), nel 2008 tra i due ciclisti Juan Curuchet e Walter Pérez e nel 2023 con Lionel Messi e Belén Casetta, siepista, mezzofondista e ostacolista.
L'unico Olimpia de Platino (Olimpia di Platino) fu assegnato alla fine del XX secolo a Diego Maradona, come miglior sportivo argentino del secolo. 
Il premio consiste in una statua metallica alta 37 centimetri realizzata dallo scultore Mario Chiérico.

## Vincitori dell'Olimpia de Oro
| Anno | Vincitore              | Sport                               |
| ---- | ---------------------- | ----------------------------------- |
| 1954 | Juan Manuel Fangio     | Automobilismo                       |
| 1955 | Pascual Pérez          | Pugilato                            |
| 1956 | Jorge Bátiz            | Ciclismo                            |
| 1957 | Pedro Dellacha         | Calcio                              |
| 1958 | Osvaldo Suárez         | Atletica leggera (lunga distanza)   |
| 1959 | Luis Federico Thompson | Pugilato                            |
| 1960 | Rodolfo Hossinger      | Volo a vela                         |
| 1961 | Luis Alberto Nicolao   | Nuoto                               |
| 1962 | Norma Baylon           | Tennis                              |
| 1963 | Juan Carlos Dyrzka     | Atletica leggera (400 metri)        |
| 1964 | Carlos Moratorio       | Equitazione                         |
| 1965 | Bernardo Otaño         | Rugby a 15                          |
| 1966 | Horacio Accavallo      | Pugilato                            |
| 1967 | Roberto De Vicenzo     | Golf                                |
| 1968 | Nicolino Locche        | Pugilato                            |
| 1969 | Alberto Demiddi        | Canottaggio                         |
| 1970 | Roberto De Vicenzo     | Golf                                |
| 1971 | Alberto Demiddi        | Canottaggio                         |
| 1972 | Carlos Monzón          | Pugilato                            |
| 1973 | Horacio Iglesias       | Nuoto                               |
| 1974 | Guillermo Vilas        | Tennis                              |
| 1975 | Guillermo Vilas        | Tennis                              |
| 1976 | Juan Carlos Harriot    | Polo                                |
| 1977 | Guillermo Vilas        | Tennis                              |
| 1978 | Daniel Martinazzo      | Hockey su pista                     |
| 1979 | Diego Maradona         | Calcio                              |
| 1980 | Sergio Víctor Palma    | Pugilato                            |
| 1981 | Marcelo Alexandre      | Ciclismo                            |
| 1982 | Santos Laciar          | Pugilato                            |
| 1983 | Santos Laciar          | Pugilato                            |
| 1984 | Santos Laciar          | Pugilato                            |
| 1985 | Hugo Porta             | Rugby a 15                          |
| 1986 | Diego Maradona         | Calcio                              |
| 1987 | Gabriela Sabatini      | Tennis                              |
| 1988 | Gabriela Sabatini      | Tennis                              |
| 1989 | Eduardo Romero         | Golf                                |
| 1990 | Pedro Décima           | Pugilato                            |
| 1991 | Oscar Ruggeri          | Calcio                              |
| 1992 | Diego Degano           | Nuoto                               |
| 1993 | Marcelo Milanesio      | Pallacanestro                       |
| 1994 | Julio César Vásquez    | Pugilato                            |
| 1995 | Nora Vega              | Pattinaggio                         |
| 1996 | Carlos Espínola        | Windsurf                            |
| 1997 | José Meolans           | Nuoto                               |
| 1998 | Andrea González        | Pattinaggio                         |
| 1999 | Gonzalo Quesada        | Rugby a 15                          |
| 2000 | Las Leonas             | Hockey su prato                     |
| 2001 | José Cóceres           | Golf                                |
| 2002 | Cecilia Rognoni        | Hockey su prato                     |
| 2003 | Emanuel Ginóbili       | Pallacanestro                       |
| 2004 | Emanuel Ginóbili       | Pallacanestro                       |
| 2004 | Carlos Tévez           | Calcio                              |
| 2005 | David Nalbandian       | Tennis                              |
| 2006 | Germán Chiaraviglio    | Atletica leggera (Salto con l'asta) |
| 2007 | Ángel Cabrera          | Golf                                |
| 2008 | Juan Curuchet          | Ciclismo                            |
| 2008 | Walter Pérez           | Ciclismo                            |
| 2009 | Juan Martín del Potro  | Tennis                              |
| 2010 | Luciana Aymar          | Hockey su prato                     |
| 2011 | Lionel Messi           | Calcio                              |
| 2012 | Sergio Martínez        | Pugilato                            |
| 2013 | Marcos Maidana         | Pugilato                            |
| 2014 | Adolfo Cambiaso        | Polo                                |
| 2015 | Paula Pareto           | Judo                                |
| 2016 | Juan Martín del Potro  | Tennis                              |
| 2017 | Delfina Pignatiello    | Nuoto                               |
| 2018 | Agustín Canapino       | Automobilismo                       |
| 2019 | Luis Scola             | Pallacanestro                       |
| 2020 | Diego Schwartzman      | Tennis                              |
| 2021 | Lionel Messi           | Calcio                              |
| 2022 | Lionel Messi           | Calcio                              |
| 2023 | Belén Casetta          | Atletica leggera (3000 metri)       |
| 2023 | Lionel Messi           | Calcio                              |
| 2024 | Emiliano Martinez      | Calcio                              |
| 2024 | Franco Colapinto       | Automobilismo                       |